# Движение к социализму (Боливия)
Движение к социализму — Политический инструмент за суверенитет народов (исп. Movimiento al Socialismo—Instrumento Político por la Soberanía de los Pueblos, ДС-ПИСН, также переводится как Движение за социализм); акроним MAS (исп. Más — Больше) — левая социалистическая партия Боливии, основанная бывшим президентом страны Эво Моралесом 22 июля 1997 года.

## История

### Предыстория
Корни создания партии можно проследить от закрытия Боливийской горнодобывающей корпорации и закрытия различных шахт в 1980-х годах. Тысячи бывших шахтеров стали фермерами коки, чтобы выжить, но также столкнулись с новыми трудностями в своей новой профессии. Рост сообщества фермеров коки привёл к резкому численному росту таких организаций, как Единая конфедерация профсоюзов крестьян-рабочих Боливии (ЕКПКРБ) и Конфедерация профсоюзов колонизаторов Боливии (КПКБ). Совместно с Конфедерацией коренных народов Боливии (ККНБ) был создан альянс, который мобилизовал людей на протесты в кампании 1992 года под названием «500 лет сопротивления коренных народов», кульминацией которой стал марш в Ла-Пас, где 12 октября 1992 года (День Колумба) состоялся массовый протест. Кампания 1992 года ознаменовала возникновение «крестьянско-коренного» движения.
Однако ЕКПКРБ опасалась строить политическую партию для борьбы с государственной властью. Опыт 1980-х годов, когда руководство организации разделилось по поводу кандидатур на выборах (таких лидеров, как Хенаро Флорес Сантос и Виктор Уго Карденас), был негативным. Вместо этого организация начала обсуждать возможность запуска «политического инструмента», структуры, в которую профсоюзы войдут как коллективные члены. Идея заключалась в том, чтобы объединить социальную и политическую борьбу, иметь одно отделение в социальных движениях и одно политическое отделение. По словам политика Лино Вильки, также велись дискуссии о формировании вооружённого крыла движения.
На третьем съезде ЕКПКРБ (26 июня — 3 июля 1987 года, Кочабамба) прослеживается инициатива создания политического инструмента, в результате чего несколько предложений были объединены в документ, предлагающий создание «Ассамблеи национальностей», включающую традиционные органы власти. На 9-м съезде Боливийского профсоюза трудящихся (БПД) в мае 1992 года, Сукре, был одобрен тезис о единстве рабочих и коренных народов в «создании политического инструмента». Многочисленные видные будущие лидеры ДС, включая Эво Моралеса, Феликса Патци и Давида Чокеуанку, встретились 7 ноября 1992 года на собрании, организованном ЕКПКРБ, КПКБ, ККНБ, Национальной конфедерацией крестьянок Боливии (Бартолина Сиса) и БПД, на котором было принято решение призвать к выходу из существующих партий и консолидации в качестве независимой политической силы. Марш кокалеро в августе-сентябре 1994 года также поддержал создание политического инструмента.
Создание политического инструмента получило поддержку шестого конгресса ЕКПКРБ в 1994 году, и в марте 1995 года организация созвала конгресс под названием «Земля, территория и политический инструмент» в Санта-Крус-де-ла-Сьерра. На конгрессе присутствовали представители ЕКПКРБ, КПКБ, Бартолина Сиса и ККНБ. Конгресс привёл к созданию «Ассамблеи за суверенитет народов» (АСН) под руководством крестьянского лидера Кочабамбы Алехо Велиса в качестве главного лидера и Эво Моралеса, его заместителя. С 1996 года Эво Моралес был восходящей звездой в руководстве АСН. Вскоре он стал конкурентом Велиса. Возник внутренний конфликт между последователями Моралеса и Велиса и организация разделилась на фракции «эвистас» и «алехистас» соответственно. АСН хотела участвовать в национальных выборах 1997 года, но так и не получила регистрацию политической партии в избиркоме. Вместо этого группа участвовала в выборах по спискам «Объединённых левых». Велис был кандидатом на пост президента и в члены парламента (по списку пропорционального представительства). Однако многие профсоюзы решили не поддерживать кандидатуру Велиса, обвинив его в манипулировании списками кандидатов «Объединённых левых». Четыре члена АСН были избраны в Палату депутатов от провинции Чапаре: Эво Моралес, Роман Лоайса Каэро, Феликс Санчес Вейсага и Нестор Гусман Вильярроэль

### Формирование «Движения к социализму»
После выборов 1997 года в АСН произошёл раскол, и Эво Моралес был исключён из организации. В 1998 году сторонники Эво Моралеса основали «Политический инструмент суверенитета народов» (ПИСН). Примечательно, что большинство сторонников АСН на низовом уровне встали на сторону Моралеса в расколе. Одним из видных лидеров АСН, вставших на сторону Моралеса, был Роман Лоайса Каэро, лидер ЕКПКРБ.
При основания был принят флаг ПИСН — коричнево-зелёный стяг, с солнцем в середине.
Национальный избирательный суд Боливии отказался регистрировать партию, поэтому для участия в муниципальных выборах 1999 года ПИСН позаимствовал регистрацию (и название партии) у бездействующей фракции Боливийской социалистической фаланги — «Движения к социализму» (Movimiento al Socialismo – Unzaguista). Решение идти на выборы как ДС было принято в Кочабамбе в 1998 году. ПИСН решил принять название, знамя и цвета (кобальтово-синий, чёрный и белый) ДС. В январе 1999 года организация приняла название ДС-ПИСН. Этот шаг спровоцировал раскол между ПИСН и новым лидером ЕКПКРБ Фелипе Киспе. Он заявил, что не может согласиться участвовать в выборах под именем, запятнанным фашистским прошлым, и что фалангистский профиль означает отрицание самобытности коренного народа. На выборах 1999 года Киспе присоединился к группе Велиса, которая решила участвовать в выборах на базе Коммунистической партии Боливии. В регионе Кочабамба словесные столкновения между двумя сторонами часто были напряженными, и группа Велиса выдвинула обвинила ДС-ПИСН в фашизме и поддержке Гитлера. Однако сама партия ДС-ПИСН подчеркнула, что адаптация названия ДС была простой формальностью.
ДС-ПИСН получила 65 425 голосов (3,3%) и выиграла 81 место в местных советах (4,8% мест в стране) в 1999 году. Согласно исследованию Хавьера Альбо и Виктора Киспе, подавляющее большинство кандидатов от ДС-ПИСН, избранных на муниципальных выборах 1999 года, были коренными жителями. В департаменте Кочабамба ДС-ПИСН получила 39% голосов, выиграв семь мэрских постов. Голосование за ДС в Кочабамбе было почти полностью ограничено провинциями Чапаре, Карраско и Айопая. В столице департамента (Кочабамбе) кандидат на пост мэра от ДС набрал всего 0,88% (меньше, чем кандидат от Коммунистической партии Алехо Велис, набравший 1,1%). Пост мэра Кочабамбы выиграл Манфред Рейес Вилья из «Новой республиканской силы», набравший 51,2% голосов в городе.

### После политического кризиса 2019 года
В ходе протестов 2019 года президент Эво Моралес был свергнут, а к власти пришла временная администрация во главе с Жанин Аньес от «Социал-демократического движения». Однако на выборах 2020 года «Движение к социализму» вновь вернулось к власти, а президентом был избран Луис Арсе.
К 2024 году в партии существовали глубокие внутренние разногласия между сторонниками президента Луиса Арсе и бывшего президента Эво Моралеса. В сентябре 2024 года столкновения между фракциями сторонников Арсе и сторонников Моралеса в Ла-Пасе закончились ранениями 40 человек. 26 ноября 2024 года Гровер Гарсия был признан председателем ДС-ПИСН, в результате чего Эво Моралес был отстранён от власти в партии.
Партия раскололась на Эвистов, Арцистов, Чокуенкистов и Андроникистов. и не выдвинула кандидата на президентских выборах 2025 года.
Андронико Родригес на выборах в августе 2025 года получил 8% голосов и четвертое место.

## Выборы
На всеобщих выборах 2002 года партия была второй и получила 27 из 130 мест в Палате депутатов и 8 из 27 мест в Сенате.
На всеобщих выборах 2005 года партия была первой и получила 72 из 130 мест в Палате депутатов и 12 из 27 мест в Сенате. Партия стала правящей, а Эво Моралес — президентом страны.

## Идеология и позиции
MAS начинался как социальное движение в поддержку производителей коки. Его изначальной базой были профсоюзы и индейские движения. В качестве идеологии движение выдвигает боливарианизм, антикапитализм и антиимпериализм. Сегодня MAS выступает за равенство, права индейских меньшинств, земельную и конституционную реформы, а также за национализацию ключевых отраслей промышленности.